# Mézilles
Mézilles je francouzská obec v departementu Yonne v regionu Burgundsko-Franche-Comté. V roce 2010 zde žilo 573 obyvatel.

## Vývoj počtu obyvatel
Počet obyvatel